# بلو مارلین

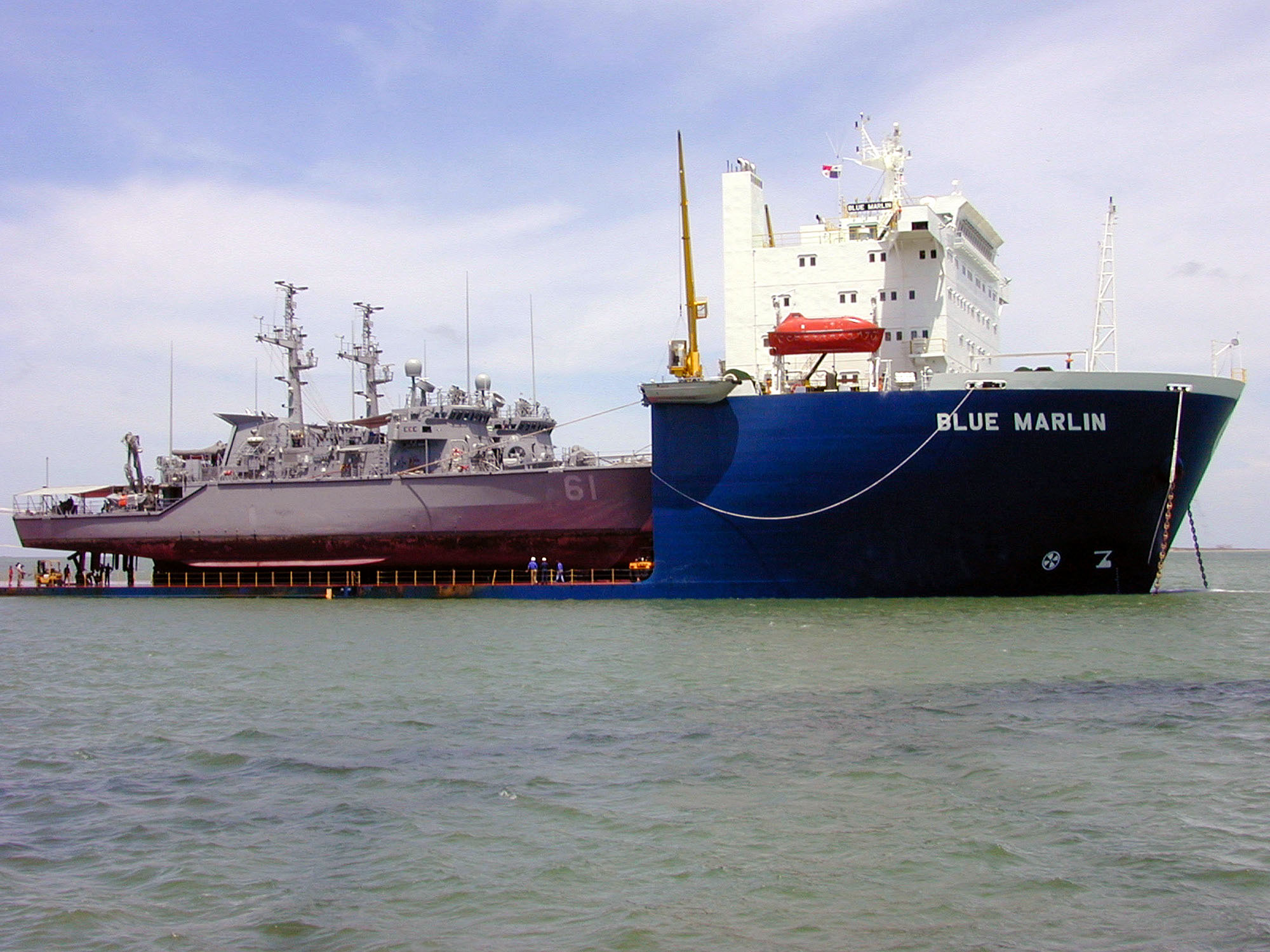
بلو مارلین در حال جابه‌جایی کشتی‌های مین‌جمع‌کن و متعلق به نیروی دریایی آمریکا.

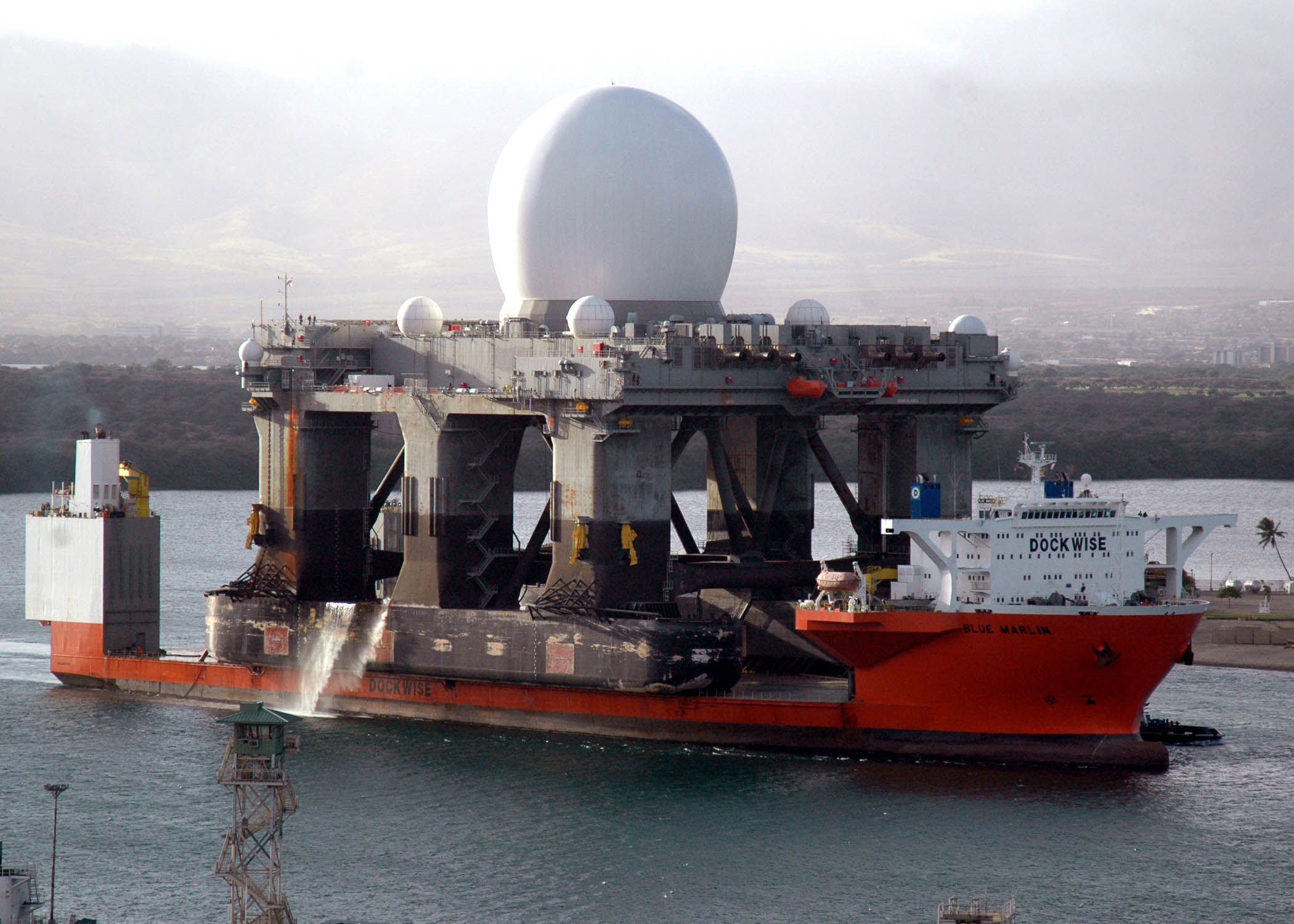
Sea-Based X-Band Radar enters پرل هاربر on 9 January 2006 on its way to Adak Island, آلاسکا, transported by MV Blue Marlin.

ام‌وی بلو مارلین (به انگلیسی: MV Blue Marlin) کشتی کِشنده سنگین وزن برای حمل و نقل‌های بسیار بزرگ چندمنظوره و دستگاه‌های نیمه شناور در بالای عرشه طراحی شده است. این کشتی بزرگ دارای ۳۸ کابین با ظرفیت ۶۰ پرسنل و خدمه می‌باشد و همچنین دارای اتاق‌های تمرین، سونا و امکانات شنا می‌باشد.
مارلین آبی به همراه خواهرش مارلین سیاه، جز کلاس کشتی‌های مارلین ساخت شرکت "حمل و نقل سنگین Offshore" در شهر اسلو نروژ می‌باشند که به ترتیب در آوریل ۲۰۰۰ و نوامبر ۱۹۹۹ ساخته شده‌اند. این دو کشتی در ۶ ژوئیه ۲۰۰۱ به شرکت کشتیرانی Dockwise در کشور هلند فروخته شدند.

## تاریخچه
نیرو دریایی آمریکا از مارلین آبی برای حمل ناوشکن صدمه دیده USS Cole در جریان حمله انتحاری نیروهای القاعده به آن در بندر عدن یمن از این کشتی کشنده  استفاده کرده بود. در نیمه دوم سال ۲۰۰۳ این کشتی جهت افزایش ظرفیت و بهبود مانور کشتی مورد بازبینی قرار گرفت و مجدداً در سال ۲۰۰۴ وارد عرصه شد.  پس از این توسعه یافتن مارلین آبی، جایگاه نفتی Thunder Horse PDQ را با وزن ۶۰ هزار تن را برای تکمیل شدن به کورپس کریستی، تگزاس برد.
پس از آن مارلین آبی پالایشگاه گاز Snøhvit را از محل ساخت خود کادیز به هامرفست برد که ۱۱ روز به طول انجامید.

## مشخصات
- طول به طور کلی: ۲۱۷ متر
- طول PP برابر با ۲۰۶٫۵ متر
- عرض: ۴۲ متر
- عمق: ۱۳٫۳ متر
- آبخور در تابستان: ۱۰ متر
- وزن خود کشتی: ۵۶ هزار تن
- عمق درون آب: ۱۰ متر
- طول عرشه آزاد: ۱۷۸٫۲ یا ۱۵۷٫۲ متر
- مساحت عرشه: بیش از ۷٫۲۱۵ مترمربع
- خروجی موتور اصلی: ۱۲،۶۴۰ کیلو وات
- سیستم رانش سینه کشتی: ۲ هزار kW
- سرعت سفر دریایی: ۱۴٫۵ گره (۲۶٫۹ کیلومتر بر ساعت ۱۶٫۷ مایل در ساعت)
- محدوده سفر دریایی: ۲۵،۰۰۰ مایل دریایی (۴۶،۰۰۰ کیلومتر ۲۹،۰۰۰ مایل)
- اسکان: ۶۰ نفر
- حیاط ساختمان: CSBC، کائوسیونگ